# خلية مستفعلة
خَلِيَّةٌ مُسْتَفْعِلَة هو أي من أنواع الخلايا مختلفة التي تستجيب بنشاط للحافز وتؤثر على بعض التغيير.
تتضمن أمثلة الخلايا المستفعلة ما يلي:
- الخلية العضلية أو الغدة أو الأعضاء القادرة على الاستجابة للمحفز في النهاية الطرفية للألياف العصبية الصادرة.
- خلية بلازمية خلية مستجيبة الباء في الجهاز المناعي.
- الخلايا التائية المستجيبة، الخلايا التائية التي تستجيب بفاعلية للمنبهات.
- الخلايا القاتلة المستحثة بالسيتوكاين، خلايا فاعلة سامة للخلايا عالية الإنتاجية قادرة على تحلل الخلايا السرطانية.[1]
- الخلايا الدبقية الصغيرة، وهي خلية دبقية فعالة تعيد بناء الجهاز العصبي المركزي بعد زرع نخاع العظم.[2]
- الخلايا الليفية، وهي الخلية الأكثر شيوعًا داخل النسيج الضام [3]
- الخلية البدينة، وهي الخلية المستجيبة الأولية المسؤولة عن الإصابة بالربو.[4]